# Ḥumāt al-Ḥima
Ḥumāt al-Ḥima (in arabo  حماة الحمى‎?, "Difensori della Patria") è l'inno nazionale della Tunisia dal 1987; lo fu anche provvisoriamente dal 25 luglio 1957 al 20 marzo 1958. Questo inno è stato composto durante la guerra d'indipendenza nel 1936. Parla della difesa della Tunisia e del suo valore.

## Storia
Il testo fu scritto da Mustafa Sadiq al-Rafi'i e dal grande poeta nazionale Abū l-Qāsim al-Shabbī. La musica fu composta da Muhammad ʿAbd al-Wahhāb.
Gli ultimi versi del testo, secondo El Mahdi, furono aggiunti nel giugno 1955 dal nazionalista Mongi Slim.
Conosciuto come "l'Inno della Rivoluzione", veniva cantato durante le riunioni del partito al governo, il Neo Destour che in seguito cambiò nome in Partito Socialista Destouriano. "Humat al-Hima" fu temporaneamente utilizzato come inno nazionale tra la fine della monarchia (25 luglio 1957) e l'adozione di "Ala Khallidi" come inno nazionale (20 marzo 1958). "Humat al-Hima" è stato successivamente sostituito da "ʿAlā Khalidi", ma ridiventato l'inno ufficiale di nuovo, in seguito al colpo di Stato che ha portato al potere Zine El Abidine Ben Ali (Zayn al-ʿĀbidīn ben ʿAlī) il 7 novembre 1987.
In eventi ufficiali viene cantata la versione 'abbreviata' dell'inno con la seguente struttura: Ritornello, terza strofa, ritornello.

## Testo
| Testo in arabo | Trascrizione | Traduzione |
| --- | --- | --- |
| حماة الحمى يا حماة الحمى هلموا هلموا لمجد الزمــن لقد صرخت في عروقنا الدماء نموت نموت و يحيا الوطن لتدو السماوات برعدها لترم الصواعق نيرانها إلى عز تونس إلى مجدها رجال البلاد و شبانها فلا عاش في تونس من خانها ولا عاش من ليس من جندها نموت و نحيا على عهدها حياة الكرام و موت العظام ورثنا السواعد بين الأمم صخورا صخورا كهذا البناء سواعد يهتز فوقها العلم نباهي به و يباهي بنا و فيها كفا للعلى والهمم و فيها ضمان لنيل المنى و فيها لأعداء تونس نقم و فيها لمن سالمونا السلام إذا الشعب يوما أراد الحياة فلا بدّ أن يستجيب القدر ولا بد لليل أن ينجلي ولا بد للقيد أن ينكســر | Ħumāẗ el-ħimá yā ħumāẗ el-ħimá Halummū halummū li-majdi iz-zaman Laqad ṣarakhat fī ‘urūqinā ed-dimā Namūtu namūtu wa-yaħyā el-waṭan Li-tadwi is-samāwātu bi-ra‘dihā Li-tarmi iṣ-ṣawā‘iqu nīrānahā Ilá ‘izzi Tūnis ilá majdihā Rijāl el-bilādi wa-shubbānahā Fa-lā ‘āsha fī Tūnis man khānahā Wa-lā ‘āsha man laysa min jundihā Namūtu wa-naħyā ‘alá ‘ahdihā Ħayāẗ al-kirāmi wa-mawt el-‘iẓām Coro Wa-rithnā es-sawā‘ida bayn el-'umam Ṣukhūran ṣukhūran ka-hadhā el-binā' Sawā‘idu yahtazzu fawqahā el-‘alam Nubāhī bihi wa-yubāhī binā Wa-fīhā kafā lil-‘ulá wa-el-himam Wa-fīhā ḍamānun li-nayli il-muná Wa-fīhā li-'a‘dā'i Tūnis niqam Wa-fīhā li-man sālamūnā es-salām Coro Idhā ash-sha‘bu yawman arāda el-ħayāh Fa-lā budda an yastajīb el-qadar Wa-lā budda lil-layli an yanjalī Wa-lā budda lil-qaydi an yankasir | O difensori della Patria, O difensori della Patria! Radunatevi attorno alla gloria del nostro tempo! Il sangue che scorre nelle nostre vene, moriamo moriamo, purché viva la nazione. Coro Che i cieli ruggiscano con il tuono Che piovano lampi infuocati Uomini e giovani della Tunisia Alzatevi per la sua gloria e il suo potere. Non c'è posto per i traditori in Tunisia Solo per quelli che la difendono! Viviamo e moriamo fedeli alla Tunisia, Una vita degna e una morte gloriosa. Coro Come nazione abbiamo ereditato Delle braccia dure come torri di granito Che tengono alta la bandiera del paese. La bandiera è nostro orgoglio e noi siamo il suo Le braccia che raggiungono gloria e grandezza Sicuri di realizzare le nostre speranze Infliggendo la sconfitta ai nemici, Offrendo la pace agli amici. Coro Se un giorno il popolo vorrà vivere Il destino sicuramente dovrà rispondere, Le tenebre si dissiperanno E le catene si romperanno. |